# Złatopole
Złatopole (bułg. Златополе) – wieś w południowej Bułgarii, w obwodzie Chaskowo, w gminie Dimitrowgrad.